# Léon Pittet

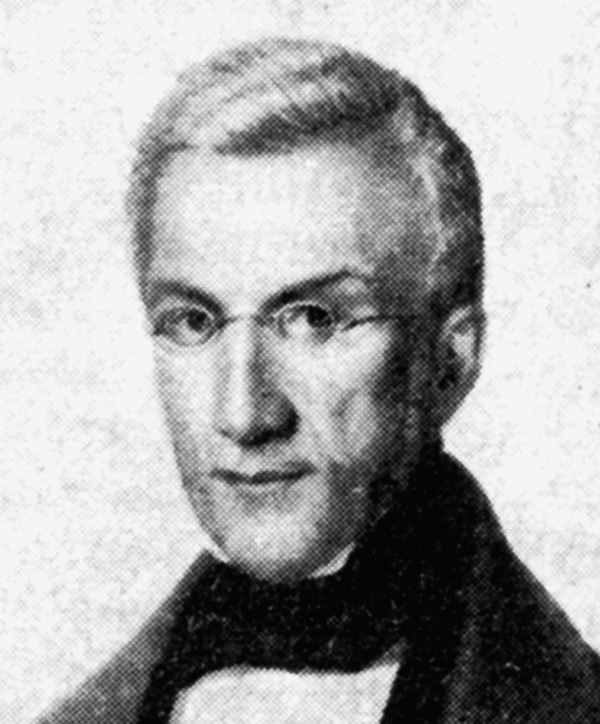
Léon Pittet

Léon Pittet (* 11. April 1806 in Greyerz; † 29. April 1858 in Freiburg im Üechtland; heimatberechtigt in Greyerz) war ein Schweizer Politiker.

## Leben
Léon Pittet wurde als Sohn des Pierre-Joseph-Vincent Pittet, Hutmachers und Richters am Gericht von Greyerz, und der Anne-Marie Murith geboren. Er heiratete Marie-Françoise Dupré.
Nach dem Besuch des Kollegiums St. Michael in Freiburg studierte Pittet Rechtswissenschaften. 1831 wurde er Schreiber am Bezirksgericht Greyerz, 1833 Verwalter im Grundbuchamt und 1834 Notar. Ausserdem war er Gemeinderat (Exekutive) und später von 1838 bis 1841 Gemeindepräsident von Greyerz.
Von 1837 bis 1856, ausgenommen 1847, war Pittet Mitglied des Grossen Rates von Freiburg. Im Jahr 1847 beteiligte er sich am Handstreich gegen den Sonderbund. Noch im selben Jahr wurde er radikales Mitglied der provisorischen Kantonsregierung und 1848 Mitglied des Freiburger Staatsrats. Diesem gehörte er bis 1854 an und war für die Finanzen zuständig.
1850 war er an der Gründung der Freiburger Kantonalbank beteiligt, deren Aufsichtsrat er von 1851 bis 1858 präsidierte. 1853 war er Gründer und dann von 1854 bis 1858 Direktor der Freiburger Hypothekarkasse. Ab 1854 war er als Notar in Freiburg tätig. Er war der Autor des Freiburger Handelsgesetzbuchs und von Notariatsgesetzen.
Vom 1. Dezember 1851 bis zum 3. Dezember 1854 war Pittet Mitglied des Nationalrats.